# Добаш вохристий
Доба́ш вохристий (Picumnus limae) — вид дятлоподібних птахів родини дятлових (Picidae). Ендемік Бразилії.

## Опис
Довжина птаха становить 10 см. Тім'я чорне. поцятковане білими плямками, у самців передня частина тімені поцяткована червоними плямками. Скроні і верхня частина тіла коричнева. Нижня частина тіла рівномірно охриста.

## Поширення і екологія
Вохристі добаші мешкають на північному сході Бразилії, в штатах Сеара, Ріу-Гранді-ду-Норті і Параїба. Вони живуть в сухих тропічних лісах, чагарникових заростях і саванах каатинги, в парках і садах. Зустрічаються на висоті до 1000 м над рівнем моря. 